# Överjärna socken
Överjärna socken i Södermanland ingick i Öknebo härad, ingår sedan 1971 i Södertälje kommun och motsvarar från 2016 Överjärna distrikt.
Socknens areal är 60,43 kvadratkilometer, varav 57,74 land.  År 2000 fanns här 6 711 invånare. Tätorten och kyrkbyn Järna med sockenkyrkan Överjärna kyrka ligger i socknen.  

## Administrativ historik
Överjärna socken har medeltida ursprung. 
Vid kommunreformen 1862 övergick socknens ansvar för de kyrkliga frågorna till Överjärna församling och för de borgerliga frågorna till Överjärna landskommun. Landskommunen inkorporerades 1952 i Järna landskommun som  1971 uppgick i Södertälje kommun.
1 januari 2016 inrättades distriktet Överjärna, med samma omfattning som församlingen hade 1999/2000.  
Socknen har tillhört län, fögderier, tingslag och domsagor enligt vad som beskrivs i artikeln Öknebo härad. De indelta båtsmännen tillhörde Första Södermanlands båtsmanskompani.

## Geografi
Överjärna socken ligger sydväst om Södertälje kring Moraån med sjön Vällingen i norr. Socknen har odlingsbygd i öster och är i övrigt en sjörik, kuperad skogsbygd.

## Fornlämningar

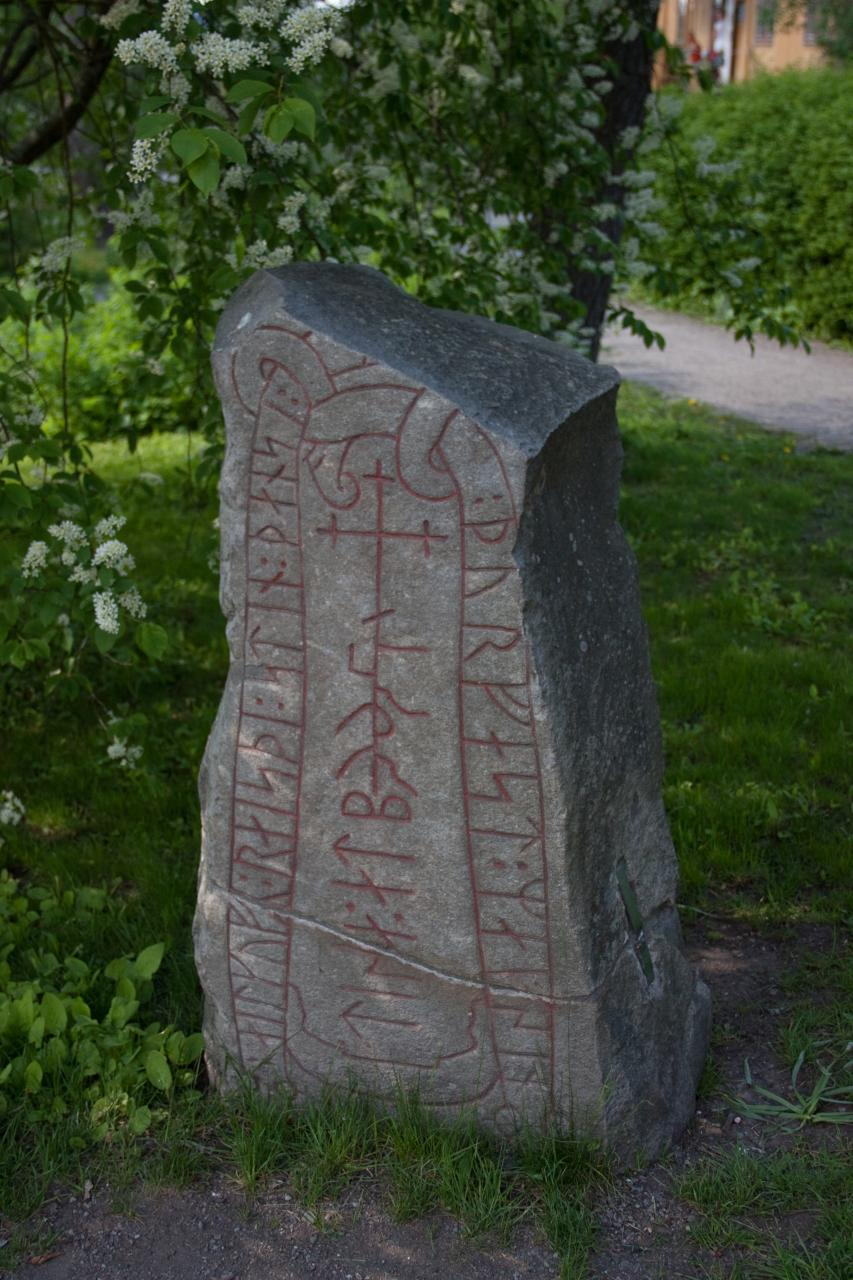
Runstenen Sö 352 från Linga återfinns numera på Skansen i Stockholm.

Boplatser från stenåldern är funna. Från bronsåldern finns flera gravrösen, skärvstenshögar och skålgropar. Från järnåldern finns drygt 20 gravfält och fem fornborgar. Tre runstenar har påträffats.

## Namnet
Namnet (1291 Giernum) är ett bygdenamn Giärna(r) bildat från garn, 'smal vik eller smalt sund'. Prefixet Över finns skrivet 1353 och avser att socknen ligger längre upp utmed Moraån.
Före 1910 skrevs namnet även Över-Järna socken.

## Kända personer från bygden
- Rebecka Hemse, skådespelare